# Усть-Лебедь
Усть-Лебедь (рос. Усть-Лебедь) — село Турочацького району, Республіка Алтай Росії. Входить до складу Турочацького сільського поселення.
Населення — 2 особи (2015 рік).